# Cyllognatha subtilis
Cyllognatha subtilis là một loài nhện trong họ Theridiidae.
Loài này thuộc chi Cyllognatha. Cyllognatha subtilis được Ludwig Carl Christian Koch miêu tả năm 1872.